# Наджафзаде, Шамиль Кямиль оглы
Шамиль Кямиль оглы Наджафзаде (азерб. Şamil Nəcəfzadə; род. 13 ноября 1960, Баку) — азербайджанский кинорежиссёр, сценарист, художник, продюсер, художник-постановщик, Заслуженный деятель искусств Азербайджана (2006), профессор Азербайджанского университета искусств

## Биография
Шамиль Наджафзаде родился 13 ноября 1960 года в городе Баку, в семье Заслуженного художника Азербайджанской ССР Кямиля Наджафзаде. В 1978 году, завершив учёбу в Азербайджанском государственном художественном училище им. А. Азимзаде, поступает на художественный факультет Всесоюзного Государственного института кинематографии в городе Москва.
Учась в мастерской народного художника СССР, профессора Михаила Богданова (художника-постановщика фильмов «Война и мир», «Коммунист»), посещает также занятия режиссёрских и актерских мастерских Народных Артистов СССР Сергея Герасимова и Евгения Матвеева.
В 1984 году, окончив институт с отличием, начинает работать на киностудии «Азербайджанфильм». В качестве художника-постановщика участвовал в создании семи художественных фильмов
С 1990 года выступает как режиссер-постановщик художественных, документальных и анимационных фильмов, в основном по собственным сценариям.
В 2007 году был членом жюри полнометражных художественных фильмов Х кинофестиваля независимого кино «Чистые Грёзы» в Санкт-Петербурге.

### Профессиональная деятельность
- Заслуженный Деятель Искусств Азербайджана
- Секретарь Союза Кинематографистов Азербайджана
- Член Союза Художников Азербайджана
- Член Гильдии Профессиональных Кинорежиссёров Азербайджана
- Председатель правления Ассоциации независимых кинематографистов Южного Кавказа (IFASC)
- С 1984 — н. в. режиссёр-постановщик и художник-постановщик киностудии «Азербайджанфильм»
- C 1992 — н. в. доцент кафедры «Режиссер кино» Государственного Университета Искусств
- Представитель международной «Сети Документалистов Кавказа» в Азербайджане
- В 1992—1994 г. и с 1998 г. — н. в. преподаватель кафедры «Кино и ТВ» Государственного Университета Искусств.
- С 2004 — н. в. Генеральный Директор независимой киностудии «СИМУРГ»
- Генеральный продюсер Независимой телекомпании «ANS», (2000 год)
- Генеральный директор Независимой телекомпании «ABA», (1999 год)
- С 1995—1998 г. продюсер Творческого объединения «Sabaх» Государственной телевещательной компании АзТВ

## Фильмография

### Художник-постановщик
- 1985 год — полнометражный художественный фильм «Джинн в микрорайоне»,
- 1986 год — анимационный фильм «Новогодняя история»,
- 1986 год — полнометражный художественный фильм «Экзамен»,
- 1987 год — короткометражный художественный фильм «Руки Афродиты»,
- 1988 год — полнометражный художественный фильм «Диверсия»,
- 1994 год — полнометражный художественный фильм «Яраса», художник-постановщик[3]

### режиссёр-постановщик
- 1990 год — анимационный фильм «Посвящение», автор сценария и художник-постановщик
- 1991 год — документальный фильм «Черно-белый мир»,
- 1993 год — документальный фильм «Прикосновение»,
- 1994 год — документальный фильм «Потом наступит завтра»,
- 1995 год — фильм-спектакль «Король умирает», автор сценария и художник-постановщик
- 1996 год — 2-серийный фильм-опера «Лейли и Меджнун», автор сценария и художник-постановщик
- 1998 год — полнометражный художественный фильм «Семья», художник-постановщик
- 1998 год — короткометражный художественный фильм «ХотДог», продюсер и автор сценария
- 1999 год — документальный фильм «Человек с холста», продюсер и автор сценария
- 2002 год — документальный фильм «Паломник», автор сценария
- 2003 год — документальный фильм «Короткие монологи», автор сценария
- 2003 год — документальный фильм «Поэт с небес»,
- 2004 год — документальный фильм «Наследие», продюсер и автор сценария
- 2008 год — полнометражный художественный фильм «Крепость», режиссёр и автор сценария
- 2011 год — полнометражный документальный фильм «Шагнувшие за горизонт»,

## Награды
- Заслуженный деятель искусств Азербайджана (2006)
- Приз «За лучший дебют» кинофестиваля «КРОК» (АСИФА, 1991 год, Украина-Румыния, за фильм «Посвящение»)
- Приз «За лучший анимационный фильм» кинофестиваля «Взгляд с Востока» (1992 год, Азербайджан, за фильм «Посвящение»)
- Приз «За лучший документальный фильм» фестиваля молодого кино «Весна Фирузы» (1993 год, Туркменистан, за фильм «Черно-белый мир»)
- Приз Союза Кинематографистов Азербайджана (1996 год, за фильм «Яраса»)
- Сертификат Imaginary Film Academy (1999 год, Хорватия)
- Приз «За лучшее визуально-пластическое решение» кинофестиваля «Чистые Грёзы» (2002 год, Санкт-Петербург, Россия, за фильм «Лейли и Меджнун»)
- Специальный приз жюри Европейского кинофестиваля «Интеграция» (2004 год, Польша, за фильм «Короткие монологи»)
- Национальная премия «HUMAY» (2008 год, Азербайджан, за художественный фильм «Крепость»)
- Медаль ЮНЕСКО за вклад в развитие культуры и почётная грамота от учредителей кинофестиваля (2011 год, Греция, за документальный фильм «Шагнувшие за горизонт»)